# Villa Levi
 (février 2017).
Si vous disposez d'ouvrages ou d'articles de référence ou si vous connaissez des sites web de qualité traitant du thème abordé ici, merci de compléter l'article en donnant les références utiles à sa vérifiabilité et en les liant à la section « Notes et références ».
La villa Levi est un immeuble résidentiel de Rome situé via Boncompagni, à l'angle avec la via Nerva (Rione XVII Sallustiano).

## Histoire
Il a été construit vers 1890 par le baron Giorgio Levi de la Trezze. En 1905, la villa a été agrandie, créant un contentieux avec les voisins, les seigneurs de la Villa Orengo.
Dans sa structure d'origine, la villa est composée d'un corps principal, ayant à peu près la forme d'un cube sur deux étages plus les combles (deuxième étage bas).
Auguste Giustini a modelé la maison dans un fastueux style rococo, et une décoration riche et raffinée (corniches, encadrements de fenêtres, colonnes, en alvéoles, balustrades, loggias) entourent le bâtiment dans son intégralité.
Le baron Giorgio Levi de la Trezze était vénitien, d'origine juive, sa femme Xenia Poliakoff était russe. Tous deux ont été déportés en 1944 et ont péri à Auschwitz.